# Кленская, Мария Кирилловна
Мари́я Кле́нская (29 января 1951, Тарту — 6 января 2022, Таллин) — советская и эстонская актриса театра и кино. Заслуженная артистка Эстонской ССР (1986).

## Биография
Родилась в 1951 году в Тарту, Эстонская ССР. В 1968 году окончила Таллинскую 19-ю среднюю школу. В 1968—1970 годах работала реквизитором и гримёром в Государственном молодёжном театре Эстонской ССР.
В 1974 году окончила актёрский факультет Таллинской государственной консерватории (курс Григория Кроманова и Микка Микивера).
С 1974 года и до конца жизни — актриса Эстонского драматического театра.
Умерла в 2022 году.

## Награды и звания
- 1986 — заслуженная артистка Эстонской ССР[1].
- 1987 — премия Эстонского театра.
- 1996 — годовая премия Эстонского Капитала культуры (совместно с Яаном Круусваллом и Микком Микивером).
- 1997 — премия Эстонского театра.
- 2002 — «Орден Белой звезды» IV степени за вклад в развитие эстонского драматического искусства.

## Призы
- Всесоюзный кинофестиваль (1978) — второй приз за женскую роль («Цену смерти спроси у мёртвых»).
- Кинофестиваль «Созвездие» (1989) — приз за лучшую главную женскую роль («Украденное свидание»).

## Фильмография
- 1975 — Школа господина Мауруса / Indrek — Миральда
- 1977 — Цену смерти спроси у мёртвых / Surma hinda küsi surnutelt — Эстер
- 1980 — Гибель 31-го отдела / 31. osakonna hukk — подруга Анны Холлман
- 1983 — Святая Сусанна или школа мастеров / Puha Susanna ehk meistrite kool — заведующая клубом
- 1985 — Игры для детей школьного возраста / Naerata ometi — любовница отца Мари
- 1986 — Радости среднего возраста / Keskea rõõmud — Пилле Лооритс
- 1986 — Через сто лет в мае / Saja aasta parast mais — Альма Ойнас
- 1988 — Враг респектабельного общества — Катрине Стокман
- 1989 — Украденное свидание / Varastatud kohtumine — Валентина Саар
- 2007 — Георг / Georg — Ингеборга
- 2015 — Фехтовальщик / Miekkailija — учительница

## Семья
- Муж — Аарне Юкскюла, актёр (1937—2017).
- Дочь — Мари-Леэн Юкскюла-Эомойс (Mari-Leen Üksküla-Eomois)[2].
  - Внук — Йенс-Патрик Ранд (Jens-Patrik Rand).
  - Внучка — Мария Эомойс (Maria Eomois).
- Брат — Димитрий Кленский, журналист.